# 訊息處理理論
訊息處理理論（英語：Information processing theory），又稱信息加工理論或資訊處理論。研究認知發展的方法是由美國心理學的實驗傳統演變而來，採用訊息處理視角的發展心理學家根據兒童心理基本成分的成熟過程的變化來解釋心智發展。該理論的基本理念是，人類會處理接收到的資訊，而不僅僅是對刺激做出反應。這種觀點認為心智跟電腦一樣，會負責分析來自環境的資訊。根據心理發展的標準訊息處理模型，心智的機制包括：獲取訊息的注意力機制、主動操縱訊息的工作記憶、被動保持訊息以留到將來使用的長期記憶。隨著兒童成長，大腦也會隨之成熟，導致兒童處理和回應感官所接收資訊的能力進步，訊息處理理論探討了這一過程是如何發生的，強調了一種「連續」的發展模式，這與認知發展理論家如皮亞傑的看法相反，皮亞傑認為思維發展是階段性進行的。

## 基本分析
訊息處理理論的基本形式是將人腦比作電腦或基本處理器，跟電腦一樣以序列的方式工作，這個序列的順序是「接收輸入、處理訊息、傳送輸出」。
資訊透過感官獲取，然後進入短期記憶，接著再將資訊編碼到負責資訊儲存的長期記憶中，在必要時可提取這些資訊。
訊息處理的方法是基於一些假設，包括可用的環境資訊是由一系列的加工系統來處理（如注意力、知覺、短期記憶），這些加工系統以有條理的方式改造或改變資訊，研究目標是為了確定認知表現的基礎和結構,以及類似電腦的人類訊息處理。
訊息處理理論利用「分塊」（chunking）將訊息放入短期記憶。米勒說，已知人類大腦只能分成七加減二個分塊。能記住的數字只有七個。（這就是為什麼電話號碼是七位數）

## 興起
訊息處理理論作為人類思維和學習的一種模式，是學習的認知觀點復興的一部分。該認知觀點認為，複雜的心理狀態影響人類的學習和行為，而這種心理狀態可以被科學所研究。處理訊息的電腦包含著「內部狀態」，且內部狀態可影響處理的方式。 因此，電腦提供了一個可能的人類心理狀態模型，也提供了線索和方向，使研究人員以資訊處理的方式理解人類的思維和學習。總體而言，訊息處理模型有助於重建科學研究的合法領域所不能直接觀察到的心理過程。

## 艾金生–謝扶潤記憶模型
多重记忆模型由艾金生（Atkinson）和謝扶潤（Shiffrin）於1968年提出，用以說明他們的人類記憶理論。這兩位理論家使用這個模型表明，人類記憶可以分為三個子部分：感覺記憶、短期記憶和長期記憶。
感覺記憶負責保存我們透過感官接收到的資訊。例如，如果我們聽到鳥鳴就會知道它是一隻鳥，這是因為這些資訊被保存在我們的感官記憶中。
短期記憶只保留我們在短時間內需要的資訊，大約持續30秒，比如記住一個需要撥打的電話號碼。
長期記憶是從我們一出生就儲存在那裡的記憶。擁有無限量的空間。例如，當我們回想起我們年輕時發生的事件時，就會使用長期記憶。

## 巴德利和希奇的工作記憶模型

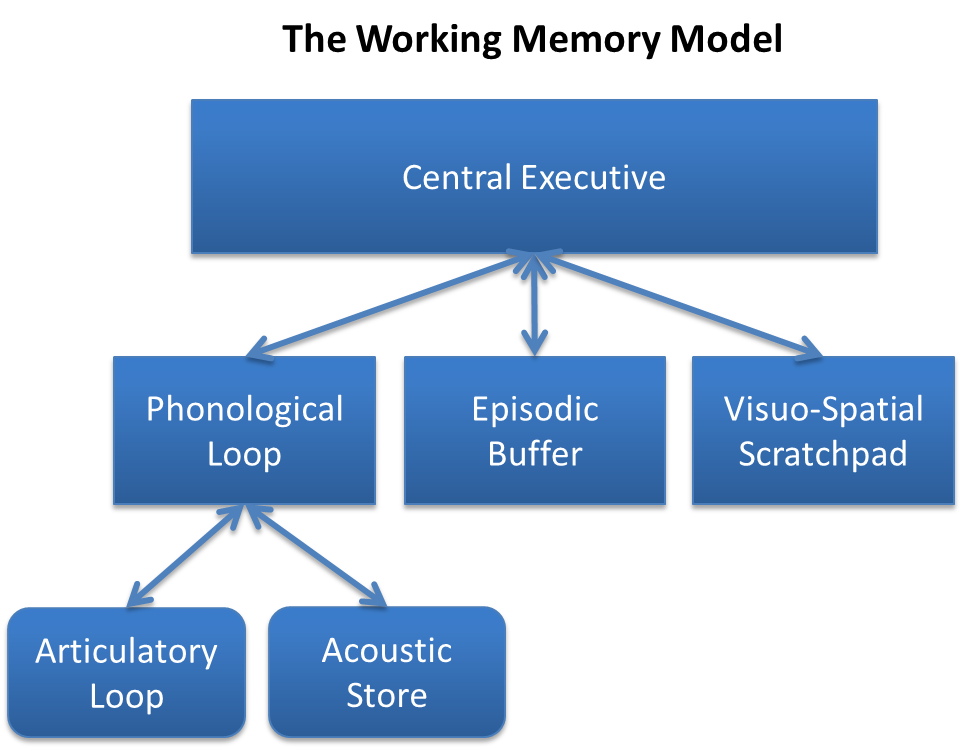
巴德利和希奇的工作記憶模型

巴德利（Baddeley）和希奇（Hitch）在1974年提出工作記憶模型，該研究對理解頭腦如何處理資訊的貢獻更大。他們增加了三個元件來解釋進一步的認知過程。這些元件分別是「中央執行」、「語音迴路」和「視覺空間工作記憶」。 後來，巴德利在工作記憶模型中加入了第四個元件，稱為「情節緩衝區」。這些觀念共同支持了訊息處理理論，並可能解釋了頭腦如何處理資訊。

## 人類作為訊息處理系統
在這個模型中，人類經常被比作電腦。這種比較能更好地理解資訊處理和儲存在人腦中的方式。因此，在分析該模型中實際發生什麼事時，人腦和電腦之間的比較變得更具體。電腦被引入「發展」的研究中，提供了一種新的研究智力的方法（Lachman, 1979），並進一步增加心靈的科學研究合法性（Goodwin, 2005, p. 411）。
資訊被接收（或輸入）然後被編碼以賦予意義，並與儲存的資訊進行比較。如果一個人正在從事一項任務，這就會是工作記憶發揮作用的地方。在這兩種情況下，都會對資訊進行編碼，賦予其含義，並與之前儲存的資訊結合起來執行任務。最後一個步驟是將資訊儲存在稍後需要時可以檢索的位置。對於計算機，這類似於將資訊保存在硬碟上，在將來執行任務時，能夠以工作記憶將保存的數據上傳至硬碟。
訊息處理理論是人類發展的理論;因此，訊息處理心理學家能夠「從輸入和輸出之間的關係中，觀察處於不同發展水準的兒童的知識狀態」（Miller，2016年，第323頁）。簡言之，心理學家能夠分析「幾乎每個處理階段的發展變化」，這是因為他們可以查看處於各種發展階段的兒童如何接受不同的輸入，但也能夠執行各種其他前述的訊息處理技術（Miller，2016 年，第 324 頁）。需要注意的是，一旦透過訊息處理的視角對兒童進行發展分析，"理論家表達他們的發現的方式，是透過人類訊息處理設備來展示資訊流動"（Miller，2016年，第324頁）。這個領域被稱為"框和箭頭的心理學，因為許多這些資料的表達式以流程圖的形式顯示，這通常稱為模型"（Miller，2016 年，第 324 頁）。